# Оболенский, Василий Иванович Косой
Василий Иванович Косой Оболенский (р. не позднее 1420 — ум. ок. 1464 или в сер. 1470-х гг.) — князь и воевода на службе у великого князя московского Василия Васильевича Тёмного, полководец.
Представитель княжеского рода Оболенских, отрасли князей Черниговских. Сын князя Ивана Константиновича Оболенского. Родоначальник князей: Нагих-Оболенских, Стригиных-Оболенских, Телепневых-Оболенских и Ярославовых-Оболенских.

## Биография
Возглавив русское и мордовское войско, с воеводой Андреем Фёдоровичем Голтяевым, отразил вторжение татарского царевича Мустафы в рязанские земли (1443). В битве на реке Листани татарское войско было разбито и взято много пленных, сам царевич Мустафа погиб.
Наместник  и воевода в Муроме (1445). После поражения русского войска у Суздаля и пленения Василия Тёмного Улу-Мухаммедом оказал большую услугу Василию Тёмному, перехватив татарского гонца, мурзу Бегича, который вел от имени хана переговоры с Дмитрием Шемякой. 
Во время войны Василия II Тёмного с Дмитрием Юрьевичем Шемякой был послан на Галич (1450). 27 января он взял город, изгнав оттуда Дмитрия Шемяку.
Постригся с именем Варсонофий.

## Семья и дети
Женат дважды:
1-я жена Мария Фёдоровна, дочь боярина Федора Дмитриевича Турика Всеволожа (родного младшего брата московского наместника Ивана Дмитриевича Всеволожа), при набеге к р. Пахре Седи-Ахметовых татар Ногайской Орды, княгиня Мария, со своей невесткой, снохой мужа — Степанидой, были взяты в плен (1449). 
Дети:
- Иван Стрига (?-1478), боярин (1463/1468), воевода
- Александр (?-1501), боярин (1475), воевода
- Ярослав (?-1487), наместник псковский и воевода, ж: N, дочь Михаила Федоровича Сабурова
- Пётр Нагой (?-1510), боярин (1498), воевода

2-я жена княжна Евпраксия Михайловна Белёвская (ум. 1500), дочь князя Михаила Васильевича Белёвского, сестра князей Василия и Фёдора Белёвских. Дети:
- Василий Телепень (?-п.1494), воевода
- Фёдор Телепень (?-1508), воевода